# Batrachostomus moniliger
Boca-de-sapo-do-ceilão ou boca-de-sapo-cingalês (Batrachostomus moniliger) é uma espécie de ave da família Podargidae. Pode ser encontrada no sul da Índia e Sri Lanka.